# NGC 4096
NGC 4096 este o intermediate spiral galaxy⁠(d) situată în constelația Ursa Mare. A fost descoperită în 9 martie 1788 de către William Herschel. Se află la o distanță de 12,3 megaparseci de Pământ.